# Lista de cientistas cujos nomes são utilizados em constantes físicas
Para algumas das constantes físicas utilizadas em ciência são usados nomes de famosos cientistas. Por esta convenção, seus nomes são imortalizados. A seguir é apresentada uma lista com os cientistas cujos nomes são usados em constantes físicas.

## Lista de cientistas e constantes físicas associadas
| Nome                        | Vida      | Nacionalidade            | Nome da constante              |
| --------------------------- | --------- | ------------------------ | ------------------------------ |
| Isaac Newton                | 1643–1727 | Britânico                | Constante de Newton            |
| Charles Augustin de Coulomb | 1736–1806 | Francês                  | Constante de Coulomb           |
| Amedeo Avogadro             | 1776–1856 | Italiano                 | Constante de Avogadro          |
| Michael Faraday             | 1791–1867 | Britânico                | Constante de Faraday           |
| Johann Josef Loschmidt      | 1821–1895 | Austríaco                | Constante de Loschmidt         |
| Johann Jakob Balmer         | 1825–1898 | Suíço                    | Constante de Balmer            |
| Joseph Stefan               | 1835–1893 | - Esloveno-Austríaco     | Constante de Stefan            |
| Ludwig Boltzmann            | 1844–1906 | Austríaco                | Constante de Boltzmann         |
| Johannes Rydberg            | 1854–1919 | Sueco                    | Constante de Rydberg           |
| Joseph John Thomson         | 1856–1940 | Britânico                | Seção transversal de Thomson   |
| Max Planck                  | 1858–1947 | Alemão                   | Constante de Planck            |
| Wilhelm Wien                | 1864–1928 | Alemão                   | Constante de Wien              |
| Owen Willans Richardson     | 1879–1959 | Britânico                | Constante de Richardson        |
| Otto Sackur                 | 1880–1914 | Alemão                   | Constante de Sackur-Tetrode    |
| Niels Bohr                  | 1885–1962 | Dinamarquês              | Magneton de Bohr, Raio de Bohr |
| Edwin Powell Hubble         | 1889–1953 | Estadunidense            | Constante de Hubble            |
| Hugo Tetrode                | 1895–1931 | Neerlandês               | Constante de Sackur-Tetrode    |
| Douglas Hartree             | 1897–1958 | Britânico                | Hartree                        |
| Enrico Fermi                | 1901–1954 | - Italiano-Estadunidense | Fermi coupling constant        |
| Roger Apéry                 | 1916–1994 | - Grego-Francês          | Constante de Apéry             |
| Brian David Josephson       | 1940      | Britânico                | Josephson constant             |
| Klaus von Klitzing          | 1943      | Alemão                   | von Klitzing constant          |